# Serica calignosa
Serica calignosa är en skalbaggsart som beskrevs av Dawson 1932. Serica calignosa ingår i släktet Serica och familjen Melolonthidae. Inga underarter finns listade i Catalogue of Life.